# Liste der Kulturdenkmale in Grünhainichen

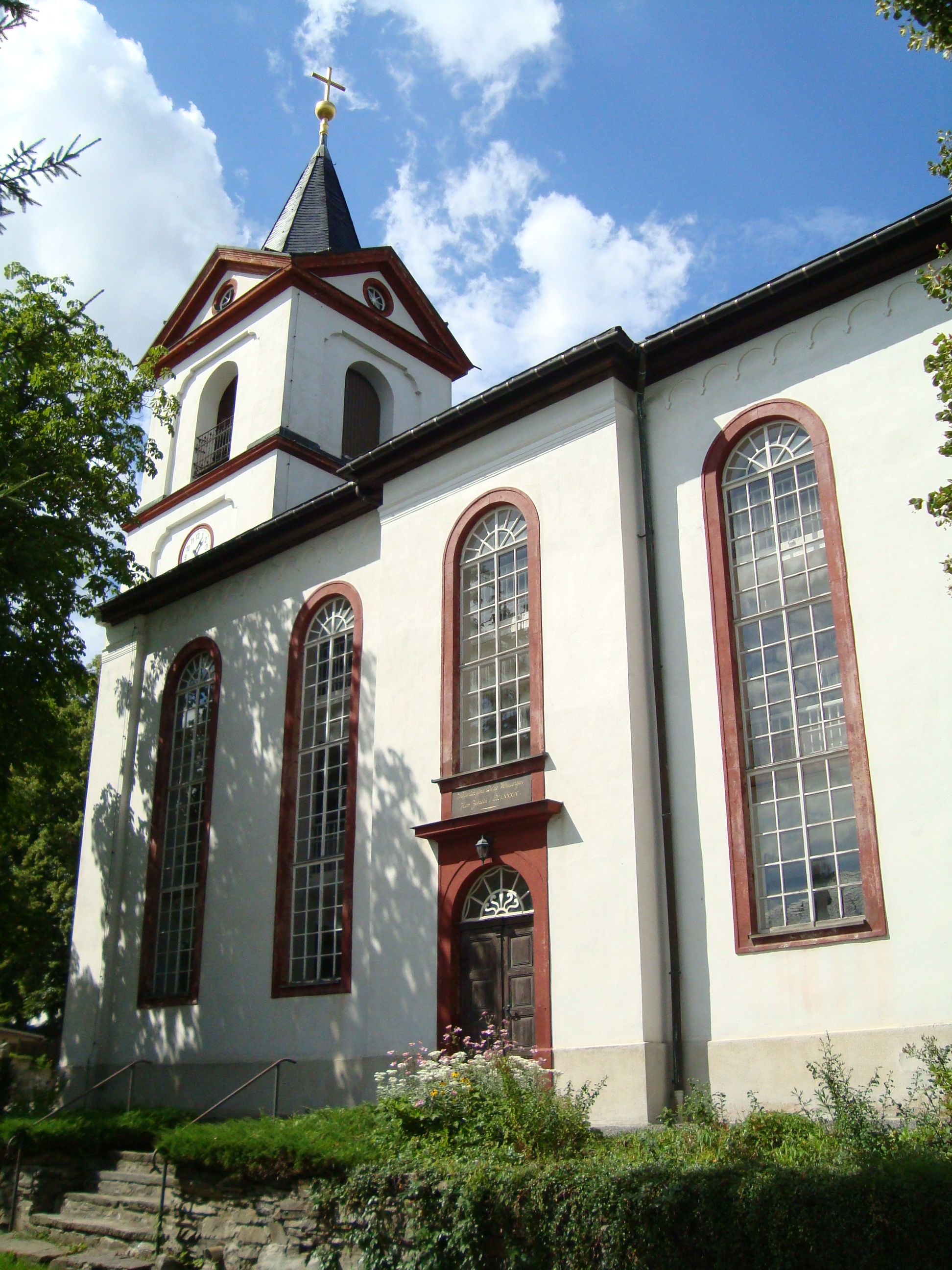
Kirche in Grünhainichen

Die Liste der Kulturdenkmale in Grünhainichen enthält die Kulturdenkmale in Grünhainichen.
Diese Liste ist eine Teilliste der Liste der Kulturdenkmale in Sachsen.

## Legende
- Bild: Bild des Kulturdenkmals, ggf. zusätzlich mit einem Link zu weiteren Fotos des Kulturdenkmals im Medienarchiv Wikimedia Commons. Wenn man auf das Kamerasymbol klickt, können Fotos zu Kulturdenkmalen aus dieser Liste hochgeladen werden:
- Bezeichnung: Denkmalgeschützte Objekte und ggf. Bauwerksname des Kulturdenkmals
- Lage: Straßenname und Hausnummer oder Flurstücknummer des Kulturdenkmals. Die Grundsortierung der Liste erfolgt nach dieser Adresse. Der Link (Karte) führt zu verschiedenen Kartendiensten mit der Position des Kulturdenkmals. Fehlt dieser Link, wurden die Koordinaten noch nicht eingetragen. Sind diese bekannt, können sie über ein Tool mit einer Kartenansicht einfach nachgetragen werden. In dieser Kartenansicht sind Kulturdenkmale ohne Koordinaten mit einem roten bzw. orangen Marker dargestellt und können durch Verschieben auf die richtige Position in der Karte mit Koordinaten versehen werden. Kulturdenkmale ohne Bild sind an einem blauen bzw. roten Marker erkennbar.
- Datierung: Baubeginn, Fertigstellung, Datum der Erstnennung oder grobe zeitliche Einordnung entsprechend des Eintrags in der sächsischen Denkmaldatenbank
- Beschreibung: Kurzcharakteristik des Kulturdenkmals entsprechend des Eintrags in der sächsischen Denkmaldatenbank, ggf. ergänzt durch die dort nur selten veröffentlichten Erfassungstexte oder zusätzliche Informationen
- ID: Vom Landesamt für Denkmalpflege Sachsen vergebene, das Kulturdenkmal eindeutig identifizierende Objekt-Nummer. Der Link führt zum PDF-Denkmaldokument des Landesamtes für Denkmalpflege Sachsen. Bei ehemaligen Kulturdenkmalen können die Objektnummern unbekannt sein und deshalb fehlen bzw. die Links von aus der Datenbank entfernten Objektnummern ins Leere führen. Ein ggf. vorhandenes Icon  führt zu den Angaben des Kulturdenkmals bei Wikidata.

## Grünhainichen
| Bild                                    | Bezeichnung | Lage                                   | Datierung                         | Beschreibung | ID       |
| --------------------------------------- | --- | -------------------------------------- | --------------------------------- | --- | -------- |
| Direkt Bild zu diesem Denkmal hochladen | Wohnhaus | Alte Leitstraße 1 (Karte)              | bezeichnet 1844                   | Obergeschoss Fachwerk, Krüppelwalmdach mit zwei Dachhechten, wichtig für das Ortsbild, baugeschichtlich von Bedeutung. Fachwerk Obergeschoss, Erdgeschoss massiv mit zu großen Fenstern, originale Türgewände. | 09240848 |
| Direkt Bild zu diesem Denkmal hochladen | Denkmal für die Gefallenen des 1. Weltkrieges                                                                                  | August-Bebel-Straße 11 (neben) (Karte) | nach 1918                         | ortsgeschichtlich von Bedeutung. | 09240850 |
| Direkt Bild zu diesem Denkmal hochladen | Eisenbahnerwohnhaus und Stützmauer zur Straße                                                                                  | Chemnitzer Straße 2 (Karte)            | 2. Hälfte 19. Jahrhundert         | Zeittypischer Putzbau mit Schwebegiebel, Stützmauer in Bruchstein, baugeschichtlich und ortsentwicklungsgeschichtlich von Bedeutung. Kleiner verzierter Schwebegiebel, Putzfassade, originale Fenstergewände. | 09240851 |
| Direkt Bild zu diesem Denkmal hochladen | Villa | Chemnitzer Straße 3 (Karte)            | um 1890                           | Historisierender Putzbau mit Turm, gusseisernes Treppenhaus, landschaftsprägende Lage im Flöhatal, baugeschichtlich und ortsgeschichtlich von Bedeutung. Ehemalige Fabrikantenvilla (zweigeschossig), gusseisernes Treppenhaus, Putz modernisiert, ausgebautes Dachgeschoss. | 09240852 |
| Direkt Bild zu diesem Denkmal hochladen | Wohn- und Kontorhaus (mit integriertem Pferdestall) einer ehemaligen Speditionsfirma                                           | Chemnitzer Straße 6 (Karte)            | um 1900                           | Obergeschoss in aufwändiger Fachwerkkonstruktion, großer Holzbalkon, baugeschichtlich und ortsgeschichtlich von Bedeutung. | 09240853 |
| Direkt Bild zu diesem Denkmal hochladen | Wohnhaus, Tischlerei-Werkstattgebäude und Stützmauer zur Straße                                                                | Chemnitzer Straße 8 (Karte)            | um 1850                           | Wohnhaus ein Putzbau mit originalen Fenster- und Türgewände, baugeschichtlich und ortsgeschichtlich von Bedeutung. Originale Fenster- und Türgewände und Haustür. | 09240854 |
| Direkt Bild zu diesem Denkmal hochladen | Ehemaliges Fachschulgebäude der Spielzeugwarenhersteller, mit Werkstattgebäude und Schuppen                                    | Chemnitzer Straße 20 (Karte)           | 1879 (Fachschulgebäude)           | Schule: repräsentativer Putzbau im Stil des Historismus, Werkstattgebäude mit Fachwerk-Zierelementen (Obergeschoss zum Teil verbrettert), Holzschuppen verbrettert, baugeschichtlich und ortsgeschichtlich von Bedeutung. Werkstattgebäude: Fachwerk-Zierelemente, teilweise verbrettert, Erdgeschoss Werkstein und Klinker, in Fachschulgebäude Aula. | 09240857 |
| Direkt Bild zu diesem Denkmal hochladen | Innenausstattung einer Fleischerei                                                                                             | Chemnitzer Straße 21 (Karte)           | um 1910 (Ladenausstattung)        | Original erhaltene Ladenausstattung, kunsthandwerksgeschichtlich und ortsgeschichtlich von Bedeutung. | 09240858 |
| Direkt Bild zu diesem Denkmal hochladen | Ehemaliger Gasthof, mit Saal-Anbau                                                                                             | Chemnitzer Straße 23 (Karte)           | 1887                              | Stattlicher Putzbau mit erhöhtem Mittelrisalit, reiche Stuckierung im Innern, ortsgeschichtlich von Bedeutung. Fassadengliederung erhalten, teilweise auch Putzquaderung. | 09240859 |
| Direkt Bild zu diesem Denkmal hochladen | Wohnhaus, mit Werkstattanbau                                                                                                   | Chemnitzer Straße 32 (Karte)           | bezeichnet 1844                   | Obergeschoss Fachwerk verbrettert, Krüppelwalmdach mit zwei Dachhechten, baugeschichtlich und ortsgeschichtlich von Bedeutung. Spielwarenproduktion Emil Winkelmann, Holz- und Spielwaren, gegründet 1844, Fenster- und Türgewände original, Fachwerk Obergeschoss verbrettert, Haustür mit auffallendem Oberlichtfenster. | 09240860 |
| Direkt Bild zu diesem Denkmal hochladen | Wohnhaus | Chemnitzer Straße 34 (Karte)           | um 1830                           | Obergeschoss Fachwerk verputzt, Giebel verschiefert, baugeschichtlich von Bedeutung. Fachwerk Obergeschoss verschiefert oder verkleidet, Krüppelwalmdach, originale Fenster- und Türgewände, Erdgeschoss massiv. | 09240861 |
| Direkt Bild zu diesem Denkmal hochladen | Wohnhaus und Werkstatt-Anbau einer Spielwaren- und Kunsthandwerksfirma                                                         | Chemnitzer Straße 40 (Karte)           | bezeichnet 1844, später erweitert | Obergeschoss Fachwerk, Schieferdach mit zwei Dachhechten, straßenbildprägendes Gebäude, Stammsitz der 1915 durch Margarete (Grete) Wendt und Margarete Kühn gegründeten Spielwarenfirma, baugeschichtliche und ortsgeschichtliche Bedeutung. Denkmaltext: Ehemaliges Verlagshaus der Spielwarenfirma Carl Weber, 1844 errichtet und 1916 erweitert (Jahreszahlen in beiden Haustürstürzen) für die Handelsgesellschaft Wendt und Kühn (feine figürliche Holzarbeiten), straßenbildprägend, baugeschichtliche und ortsgeschichtliche Bedeutung, stattliches Gebäude mit einem massiven Erd- und einem Fachwerkobergeschoss über einem winkelförmigen Grundriss und rückseitigen Anbauten, der östliche Anbau wird durch ein breites Krüppelwalmdach mit dem ursprünglichen Bau zusammengefasst, ansonsten schließt ein Satteldach mit zwei übereinander liegenden Hechtgaupen und Schieferdeckung das Gebäude ab, die beiden Hauseingänge zur Straße werden von Gewänden aus Hilbersdorfer Porphyrtuff in klassizistischen Gestaltungsformen (Zahnschnittfries, giebelförmige Verdachung) eingefasst. Die Türblätter (aus Eiche) wurden offenbar unter Verwendung alter Beschläge und Drückergarnituren im frühen 20. Jahrhundert (1916?) auf der Grundlage klassizistischer Vorbilder erneuert. Das Fachwerk besteht aus einer annähernd regelmäßigen Ständer-Riegel-Konstruktion mit Eck- und Mittelstreben. Der Sturzriegel ist nicht durchlaufend ausgebildet. Die Hölzer sind verzapft. Das Innere wurde im Zuge umfassender Sanierungsmaßnahmen in den 1990er Jahren weitgehend neu gestaltet (Türen, Fußböden, Treppenbelag). (LfD/2014). | 09240862 |
| Weitere Bilder                          | Rathaus (mit zwei Hausnummern)                                                                                                 | Chemnitzer Straße 41; 43 (Karte)       | 1907                              | Gemeindeamtsgebäude in historisierendem Stil, repräsentativer Putzbau mit Eckturm und aufwändig gestaltetem Portal, baugeschichtlich und ortsgeschichtlich von Bedeutung. Aufwendig gestaltetes Portal, Türmchen, zeittypische Fenster mit Sprossenteilung der Oberlichter, Türen und Beschläge im Gebäude original erhalten, Doppelhaus mit zwei Eingängen, Nutzung als Rathaus und Wohnungen. | 09240863 |
| Direkt Bild zu diesem Denkmal hochladen | Wohnhaus (mit Apotheke) und Einfriedung                                                                                        | Chemnitzer Straße 44 (Karte)           | um 1890                           | Historisierende Putzfassade, Straßenfront mit zwei straßenbildprägenden Giebeln, baugeschichtlich von Bedeutung. | 09240864 |
| Direkt Bild zu diesem Denkmal hochladen | Wohnhaus mit angebautem Seitengebäude eines Bauernhofes                                                                        | Chemnitzer Straße 49 (Karte)           | bez. 1829                         | Obergeschoss Fachwerk zum Teil verkleidet, schönes Türgewände, baugeschichtlich von Bedeutung. Türgewände und schöne Haustür erhalten, Obergeschoss Fachwerk mit Anbau. | 09240865 |
| Direkt Bild zu diesem Denkmal hochladen | Wohnhaus | Chemnitzer Straße 50 (Karte)           | bezeichnet 1834                   | Obergeschoss Fachwerk, originales Türgewände, baugeschichtlich von Bedeutung. Mit Türgewände, Fachwerk Obergeschoss, ein Giebel massiv, Erdgeschoss massiv, originale Fenstergewände, Krüppelwalmdach. – Am 1. Mai 1866 wurde hier ein Postexpedition eröffnet. | 09240866 |
| Direkt Bild zu diesem Denkmal hochladen | Zwei aneinandergebaute Wohnhäuser                                                                                              | Chemnitzer Straße 51; 51a (Karte)      | um 1850 (Nr. 51a, Wohnhaus)       | Beide Gebäude Obergeschoss Fachwerk verkleidet, baugeschichtlich von Bedeutung. Fachwerk Obergeschoss verputzt, Erdgeschoss massiv, teilweise Fenstergewände, sowie Haustür und Türgewände original, Krüppelwalmdach, Fenster auf Straßenseite zugesetzt, gehörte zu Handwagenfabrikation. | 09240867 |
| Direkt Bild zu diesem Denkmal hochladen | Wohnhaus (einschließlich Lagerhaus) eines ehemaligen Spielwarenverlegers                                                       | Chemnitzer Straße 54 (Karte)           | bezeichnet 1819                   | Obergeschoss Fachwerk, zum Teil verschiefert, ortsgeschichtlich und baugeschichtlich von Bedeutung. Bezeichnet: „A.C.G. Oehme“, originale schöne Haustür, Obergeschoss Fachwerk, Erdgeschoss massiv. | 09240868 |
| Direkt Bild zu diesem Denkmal hochladen | Wohnhaus | Chemnitzer Straße 60 (Karte)           | um 1870                           | Historisierender Putzbau mit Eckbetonung, ehemalige Drogerie, ortsentwicklungsgeschichtlich von Bedeutung. Ehemalige Drogerie. | 09240869 |
| Direkt Bild zu diesem Denkmal hochladen | Wohnhaus (mit Werkstatt und einschließlich Lager) eines ehemaligen Spielwarenverlegers                                         | Chemnitzer Straße 62 (Karte)           | um 1830                           | Obergeschoss Fachwerk, originale Hauseingangstür, hinterer Hausteil vierstöckig zum Lager erweitert, ortsgeschichtlich und baugeschichtlich von Bedeutung. Im Erdgeschoss Fenster- und Türgewände erhalten, Obergeschoss Fachwerk, rückwärtig verlängert, dadurch Veränderungen im Dachbereich, vorderer Hausteil zweistöckig, hinterer Hausteil vierstöckig. | 09240870 |
| Direkt Bild zu diesem Denkmal hochladen | Wohnhaus | Chemnitzer Straße 64 (Karte)           | um 1830, später überformt         | Obergeschoss Fachwerk, baugeschichtlich von Bedeutung. Fachwerk Obergeschoss, Krüppelwalmdach, Erdgeschoss massiv, originale Tür, Tür- und Fenstergewände. | 09240871 |
| Direkt Bild zu diesem Denkmal hochladen | Ehemaliges Chausseehaus, heute Wohnhaus                                                                                        | Chemnitzer Straße 71 (Karte)           | um 1800                           | Ehemaliges Straßenzoll-Einnahmehaus, Obergeschoss Fachwerk, baugeschichtlich und verkehrsgeschichtlich von Bedeutung. | 09240872 |
| Direkt Bild zu diesem Denkmal hochladen | Wohnhaus | Fabrikstraße 3 (Karte)                 | um 1830                           | Obergeschoss Fachwerk verbrettert, baugeschichtlich von Bedeutung. Erdgeschoss Bruchsteinmauerwerk mit originalen Fenster- und Türgewänden, Sockel Klinker, Satteldach, Obergeschoss Fachwerk, rückseitige Veränderungen, Obergeschoss teilweise verbrettert oder verschiefert. | 09240874 |
| Direkt Bild zu diesem Denkmal hochladen | Wohnhaus | Gartenstraße 8 (Karte)                 | 1. Hälfte 19. Jahrhundert         | Obergeschoss Fachwerk, Giebel verschiefert, baugeschichtlich von Bedeutung. Fachwerk Obergeschoss, rückseitiger Anbau, Haus teilweise verschiefert, Erdgeschoss massiv, Satteldach. | 09240875 |
| Direkt Bild zu diesem Denkmal hochladen | Wohnhaus | Gartenstraße 10 (Karte)                | bezeichnet 1857                   | Obergeschoss Fachwerk, dominante Lage im Ort, baugeschichtlich von Bedeutung. Fachwerk Obergeschoss, Erdgeschoss massiv, Fenster- und Rest des Türgewändes, originale Fenster, Krüppelwalmdach, Giebel verkleidet, dominante Lage. | 09240876 |
| Direkt Bild zu diesem Denkmal hochladen | Fabrikantenvilla | Hohe Straße 6 (Karte)                  | um 1890                           | Putzbau mit reicher Fassadengliederung, im Stil des Historismus, Wohnhaus der Spielzeugfabrikantenfamilie Graul, ortsgeschichtlich und baugeschichtlich von Bedeutung. Ehemalige Villa eines Spielzeugfabrikanten, Mittelrisalit, Vorhaus, Pilastern, aufwändig gestaltete Fenstergewände, reiche Fassadengliederung. | 09240878 |
| Direkt Bild zu diesem Denkmal hochladen | Wohnhaus (Nr. 10), daran angebautes Seitengebäude (Nr. 12) und gegenüberliegendes Werkstattgebäude (Nr. 15a)                   | Hohe Straße 10; 12; 15a (Karte)        | bezeichnet 1787 (Wohnhaus)        | Wohnhaus und Seitengebäude mit Fachwerk-Obergeschoss, Wohnhaus mit Segmentbogenportal, Fachwerk-Konstruktion mit Kopfstreben und geschnitzter vorkragender Schwelle, eines der ältesten Gebäude im Ort, Fachwerk-Werkstattgebäude, ortshistorisch und baugeschichtlich von Bedeutung. - Wohnhaus: Erdgeschoss mit originalen Tür- und Fenstergewänden, Haustür mit originalen Beschlägen, Obergeschoss Fachwerk vorkragend, Kopfbänder geblattet, vermutlich vor 1700, Giebel Fachwerk aufgebrettert, Traufseite verputzt, Krüppelwalmdach, - Nummer 12: Originale Türgewände, Fachwerk Obergeschoss, Erdgeschoss massiv, - Werkstattgebäude: Gegenüberliegend, weit vorkragendes Krüppelwalmdach, entstellender Anbau, komplett Fachwerk, eine Strebe geblattet. | 09240879 |
| Direkt Bild zu diesem Denkmal hochladen | Ehemaliges Gasthaus | Hohe Straße 11 (Karte)                 | 2. Hälfte 19. Jahrhundert         | Zeittypischer Putzbau, ortsgeschichtlich von Bedeutung. Mit Drempel, Schnitzereien am First, Fenstergewände, Putz am Obergeschoss und Fassadengliederung erhalten. | 09240880 |
| Direkt Bild zu diesem Denkmal hochladen | Wohnhaus mit Einfriedung | Hohe Straße 13 (Karte)                 | um 1830                           | Obergeschoss Fachwerk verkleidet, baugeschichtlich von Bedeutung. Erdgeschoss massiv mit originalen Tür- und Fenstergewänden, Sockel entstellend, falscher Putz, Obergeschoss Fachwerk verkleidet, Fenster erhalten, nachträglicher Dachaufbau. | 09240881 |
| Direkt Bild zu diesem Denkmal hochladen | Pfarrhaus (mit Anbau) | Kirchstraße 4 (Karte)                  | um 1850                           | zeittypischer Putzbau, Fachwerk-Giebel am Gemeindesaal-Anbau, ortsgeschichtlich von Bedeutung. Originale Fenster- und Türgewände sowie Fenster und Haustür, massiv Bruchstein, Fachwerk-Zwerchgiebel am Giebel des Gemeindesaales, dort wurde der Schwebegiebel entfernt. | 09240883 |
| Weitere Bilder                          | Kirche mit Ausstattung | Kirchstraße 6 (Karte)                  | 1848–1850                         | Saalkirche mit Westturm, stilistisch zwischen Spätklassizismus und Rundbogenstil des 19. Jahrhunderts, baugeschichtlich, ortsgeschichtlich und ortsbildprägend von Bedeutung. | 09240882 |
| Direkt Bild zu diesem Denkmal hochladen | Wohnhaus | Kühler Morgen 2 (Karte)                | um 1860                           | Obergeschoss Fachwerk, baugeschichtlich von Bedeutung. Fachwerk Obergeschoss, Erdgeschoss massiv mit originalen Tür- und Fenstergewänden, ein Giebel verschiefert. | 09240884 |
| Direkt Bild zu diesem Denkmal hochladen | Wohnhaus | Kühler Morgen 4 (Karte)                | um 1820                           | Obergeschoss Fachwerk, baugeschichtlich von Bedeutung. Fachwerk Obergeschoss, Erdgeschoss massiv, originale Tür- und Fenstergewände. | 09240886 |
| Direkt Bild zu diesem Denkmal hochladen | Wohnhaus eines Bauernhofes | Lengefelder Straße 3 (Karte)           | bezeichnet 1845                   | Obergeschoss Fachwerk, nachträglicher Ladeneinbau, originales Türgewände, baugeschichtlich von Bedeutung. Fachwerk Obergeschoss, Giebel verkleidet, Krüppelwalmdach, Erdgeschoss massiv. | 09240887 |
| Direkt Bild zu diesem Denkmal hochladen | Spielwarenverlag Johann David Oehme & Söhne (ehemalig)                                                                         | Lengefelder Straße 7; 14 (Karte)       | bezeichnet 1811                   | Wohnhaus (Nr. 14, ehemaliges Spielwarenverlegerhaus), Waschhaus und Garten (Gartendenkmal) mit Grotte und Gartenpavillon, sowie Produktionsgebäude (Nr. 7) eines Spielwarenverlages. Verlagshaus: stattlicher Putzbau mit Mansarddach, Produktionsgebäude zum Teil in Fachwerkbauweise, bedeutender Spielwarenhersteller des Ortes, baugeschichtlich und ortsgeschichtlich von Bedeutung. Verlagshaus: Mittelflur mit Kreuzgewölbe, ein Türgewände mit Schlussstein, Ankerdarstellung. | 09240888 |
| Direkt Bild zu diesem Denkmal hochladen | Wohnhaus, später Verwaltungsgebäude einer Fabrik                                                                               | Lengefelder Straße 16 (Karte)          | um 1830                           | Obergeschoss Fachwerk zum Teil verschiefert, ortshistorisch und baugeschichtlich von Bedeutung. Verwaltungsgebäude von: Erzi GmbH Grünhainichen, Erdgeschoss massiv mit originalen Tür- und Fenstergewänden, Obergeschoss Fachwerk, Giebel verschiefert, Satteldach. | 09240889 |
| Direkt Bild zu diesem Denkmal hochladen | Wohnhaus | Marbacher Straße 1 (Karte)             | um 1890                           | Historisierender villenartiger Putzbau, mit Freitreppe zum Garten, Anklänge an den Klassizismus und den Schweizerstil, baugeschichtlich von Bedeutung. | 09240877 |
| Direkt Bild zu diesem Denkmal hochladen | Wohnhaus (ohne Gewerbe-Anbau) und Gartenpavillon                                                                               | Mühlenplatz 2 (Karte)                  | um 1880                           | Zeittypischer Putzbau, originale Hauseingangstür, baugeschichtlich von Bedeutung. Originale Tür- und Fenstergewände, schöne Haustür, originale Fenster Mezzaningeschoss, weit überkragendes Dach. | 09240849 |
| Direkt Bild zu diesem Denkmal hochladen | Wohnhaus | Mühlenstraße 10 (Karte)                | um 1730 (Pfeifendreherei)         | Ehemalige Pfeifendreherei, Obergeschoss Fachwerk, baugeschichtlich und ortshistorisch von Bedeutung. Ehemalige Pfeifendreherei ursprünglich um 1730, heutige Bausubstanz um 1810, Tür- und Fenstergewände, Obergeschoss Fachwerk verputzt und verkleidet. | 09240891 |
| Direkt Bild zu diesem Denkmal hochladen | Wohnhaus, mit Stützmauer | Mühlenstraße 17 (Karte)                | um 1830                           | Obergeschoss Fachwerk verschiefert, baugeschichtlich von Bedeutung. Fachwerk Obergeschoss verkleidet, Erdgeschoss massiv, originale Tür- und Fenstergewände, Keller. | 09240892 |
| Direkt Bild zu diesem Denkmal hochladen | Wohnhaus | Mühlenstraße 20 (Karte)                | um 1850                           | Obergeschoss und Drempel Fachwerk, baugeschichtlich von Bedeutung. Nachträglich durch Kniestock gehoben Ende 19. Jahrhundert, Fenster Ende 19. Jahrhundert, Krüppelwalmdach, Giebel verkleidet. | 09240893 |
| Direkt Bild zu diesem Denkmal hochladen | Wohnhaus | Mühlenstraße 24 (Karte)                | bezeichnet 1848                   | Obergeschoss Fachwerk, baugeschichtlich von Bedeutung. Erdgeschoss massiv mit zu großen Fenstern, originale Haustür, Satteldach. | 09240894 |
| Direkt Bild zu diesem Denkmal hochladen | Wohnhaus, mit Stützmauer | Mühlenstraße 27 (Karte)                | um 1820                           | Obergeschoss Fachwerk, baugeschichtlich von Bedeutung. Fachwerk Obergeschoss verputzt oder verkleidet, Erdgeschoss massiv mit originalen Fenster- und Türgewänden, rückseitiger Anbau. | 09240895 |
| Direkt Bild zu diesem Denkmal hochladen | Wohnhaus | Mühlenstraße 29 (Karte)                | um 1820                           | beide Obergeschosse Fachwerk, baugeschichtlich von Bedeutung. Fachwerk Obergeschoss, aufgestockt, Erdgeschoss massiv mit originalen Fenstergewänden, Türen und Fenster verändert, Tür im Fachwerk; Obergeschoss, Krüppelwalmdach, hangseitig erweitert. | 09240896 |
| Direkt Bild zu diesem Denkmal hochladen | Mühlengebäude und Seitengebäude eines Mühlenanwesens, mit Vorfluter (ab Schutzschacht bis zur Grundstücksgrenze) und Wasserrad | Mühlenstraße 36 (Karte)                | 1650 erste urkundliche Erwähnung  | 1650 erste urkundliche Erwähnung der Spänmühle, Seitengebäude mit verschiefertem Fachwerk-Obergeschoss, baugeschichtlich und ortsgeschichtlich von Bedeutung. Einzige Spanziehmühle Europas, in der Buchenspäne gezogen wurden, ursprünglich mit oberschlächtigem Wasserrad datiert. | 09240890 |
| Direkt Bild zu diesem Denkmal hochladen | Ehemaliges Armenhaus, heute Wohnhaus                                                                                           | Mühlenstraße 40 (Karte)                | um 1820                           | Kleiner Fachwerkbau, sozialgeschichtlich von Bedeutung. Tür im Obergeschoss, Fachwerk Obergeschoss, Erdgeschoss massiv, teilweise noch Fachwerk, Satteldach, auffallend schmales und kleines Gebäude. | 09240897 |
| Direkt Bild zu diesem Denkmal hochladen | Wohnhaus | Mühlenstraße 42 (Karte)                | um 1830                           | Obergeschoss Fachwerk, baugeschichtlich von Bedeutung. Fachwerk Obergeschoss, Erdgeschoss massiv und verändert, Giebel verkleidet. | 09240898 |
| Direkt Bild zu diesem Denkmal hochladen | Ehemaliges Postamt, heute Wohnhaus, und Heiste                                                                                 | Nordstraße 2 (Karte)                   | um 1880                           | Zeittypischer Putzbau, durch Mittelrisalit betonte Fassade, originale Hauseingangstür, baugeschichtlich und ortsgeschichtlich von Bedeutung. Putzquaderung im Erdgeschoss, originalen Porphyrfenster- und -türgewände. | 09240899 |
| Direkt Bild zu diesem Denkmal hochladen | Wohnhaus | Obergutstraße 3 (Karte)                | um 1830                           | Obergeschoss Fachwerk verkleidet, baugeschichtlich von Bedeutung. Originale Tür- und Fenstergewände, Obergeschoss Fachwerk verkleidet, Krüppelwalmdach, im Erdgeschoss vier originale Fenster erhalten. | 09240900 |
| Direkt Bild zu diesem Denkmal hochladen | Wohnhaus und Scheune eines Bauernhofes                                                                                         | Obergutstraße 11 (Karte)               | 2. Hälfte 19. Jahrhundert         | Stattliche Putzbauten, Wohnhaus mit originalen Türgewänden und überhöhtem Mittelrisalit, in zeittypischer Gestaltung, baugeschichtlich von Bedeutung. Tür- und Fenstergewände erhalten, Putz verändert, Mittelrisalit, Scheune massiv aus Bruchsteinmauerwerk. | 09240901 |
| Direkt Bild zu diesem Denkmal hochladen | Wohnstallhaus eines Bauernhofes                                                                                                | Oswald-Wagner-Straße 11 (Karte)        | um 1820                           | Obergeschoss Fachwerk verbrettert, baugeschichtlich von Bedeutung. Fachwerk Obergeschoss verbrettert, Erdgeschoss massiv, Fenster- und Türgewände zum größten Teil erhalten. | 09240902 |
| Direkt Bild zu diesem Denkmal hochladen | Wohnhaus eines Bauernhofes | Schippanweg 3 (Karte)                  | um 1840                           | Obergeschoss Fachwerk, baugeschichtlich von Bedeutung. Fachwerk Obergeschoss, Erdgeschoss massiv, originale Fenster- und Türgewände, im Erdgeschoss originale Fenster, Satteldach, Giebel verbrettert, Haus nachträglich verbreitert, Fachwerk Giebel: Zweite Hälfte 19. Jahrhundert. | 09240903 |
| Direkt Bild zu diesem Denkmal hochladen | Wohnhaus | Schmalweg 1 (Karte)                    | um 1810                           | Obergeschoss Fachwerk verbrettert, baugeschichtlich von Bedeutung. Obergeschoss verbrettert, Erdgeschoss massiv, originale Fenstergewände, Satteldach, ursprünglich Spielzeugherstellung. | 09240904 |
| Direkt Bild zu diesem Denkmal hochladen | Wohnhaus | Schmalweg 3 (Karte)                    | um 1810                           | Obergeschoss Fachwerk, ein Giebel verschiefert, baugeschichtlich von Bedeutung. Fachwerk Obergeschoss, Erdgeschoss massiv, originale Fenster- und Türgewände, Satteldach. | 09240905 |
| Direkt Bild zu diesem Denkmal hochladen | Wohnhaus | Teichstraße 4 (Karte)                  | um 1830                           | Obergeschoss Fachwerk, baugeschichtlich von Bedeutung. Fachwerk Obergeschoss, Erdgeschoss massiv, mit originalen Tür- und Fenstergewänden, Obergeschoss Fachwerk – sichtbar, Giebeldreieck verkleidet, Satteldach. | 09240907 |

## Borstendorf
| Bild                                    | Bezeichnung | Lage                                                              | Datierung                       | Beschreibung | ID       |
| --------------------------------------- | --- | ----------------------------------------------------------------- | ------------------------------- | --- | -------- |
| Direkt Bild zu diesem Denkmal hochladen | Wettinstein; auch Heinrich-Albert-Stein | Im Wald östlich des Ortes, an der Straße nach Lippersdorf (Karte) | 1889                            | Gedenkstein zum 800-jährigen Regierungsjubiläum des sächsischen Fürstenhauses Wettin, von landesgeschichtlich-dynastischer und ortsgeschichtlicher Bedeutung. Vom 15. bis 19. Juni 1889 beging man überall in Sachsen die Wettinfeier, zur Erinnerung an die 800 Jahre währende Herrschaft der Wettiner in Sachsen. Das H steht für Heinrich, Graf von Eilenburg, dem ersten Wettiner, dem 1089 die Grafschaft Meißen (das spätere Sachsen) übertragen wurde, das A erinnert an König Albert von Sachsen, dem 1889 regierenden Herrscher des Königreichs. | 09306053 |
| Direkt Bild zu diesem Denkmal hochladen | Försterbauerbrunnen: Quellenanlage bzw. Brunnen | (Karte)                                                           | bez. 1718 (Försterbauerbrunnen) | künstlich angelegte Quelle zur Bewässerung zweier Fischteiche, Stein mit Inschrift, ortsgeschichtlich von Bedeutung | 09306054 |
| Direkt Bild zu diesem Denkmal hochladen | Kirche (mit Ausstattung) und Kirchhof mit Einfriedung, Kirchhofstor, Grufthaus/Erbbegräbnisse | An der Kirche 3 (Karte)                                           | 1820–1825                       | Saalkirche mit kräftigem Dachreiter, baugeschichtlich und ortsgeschichtlich von Bedeutung. Einschiffig mit dreiseitigem Ostabschluss, mittlerer Dachreiter, flachgedecktes Inneres, umlaufende Emporen, Kanzelaltar und zwei Kelche Ende 15. Jh.; Orgelbaumeister Göthel gest. 1873 Schönherr: Fabrik- und Lehngerichtsbesitzer, Elektrizitätswerkbesitzer, verstorben 1916 Klees: Haus- und Feldbesitzer, sowie früher Zwischenschläger und Holzhändler, verstorben 1867, Grabmal in Baumform. | 09240154 |
| Direkt Bild zu diesem Denkmal hochladen | Luthergedenkstein und Kriegerdenkmal für die Gefallenen des Ersten Weltkrieges (als Torbogen gestaltet) | August-Bebel-Straße - (Karte)                                     | 1883                            | Ortsgeschichtlich von Bedeutung. | 09305264 |
| Direkt Bild zu diesem Denkmal hochladen | Fabrikantenvilla und Garten (mit Terrassenanlage, bestehend aus Podesten und Steilwegen mit Treppen, eingefasst mit Astwerkgeländer und integrierten Formtöpfen, Grotte, kleinen Wasserkaskaden, Pergola, künstlichen Felspartien und Resten von Laubengängen) | August-Bebel-Straße 1 (Karte)                                     | um 1913                         | Zeittypische Putzfassade, guter Originalbestand, Reformstil-Architektur, Garten mit inzwischen selten gewordenen Ausstattungselementen, baugeschichtliche und gartenkünstlerische sowie ortsgeschichtliche Bedeutung. - Fabrikantenvilla: Ursprünglich zur Papierfabrik gehörend, Putzfassade, guter Originalbestand, - Garten: Am Steilhang des rechten Flöha-Ufers als Terrassenanlage gestaltet, zwei Terrassen: obere als Aussichtsplattform mit zwei Rotbuchen und einer Brüstung aus Astwerkgeländer mit integrierten Formtöpfen, untere mit Grotte und künstlichen Felspartien (Naturstein, Tuffstein), von der zwei kleine Wasserkaskaden in Richtung Flöha-Ufer, Steilwege mit Treppen (Naturstein) und Astwerkgeländer mit Formtöpfen (stahlarmierter Beton), im südlichen Bereich Pergola aus Astwerk mit Sitzplatz und Resten von Laubengängen (Stahl), im nördlichen Bereich Sitzplatz mit Sitzbank aus Astwerk erkennbar, stark zugewachsen, als Strauchbepflanzung sind große Rhododendren vorhanden. | 09240143 |
| Direkt Bild zu diesem Denkmal hochladen | Häuslerhaus | August-Bebel-Straße 27 (Karte)                                    | um 1800                         | Obergeschoss Fachwerk, baugeschichtlich und sozialgeschichtlich von Bedeutung. Fachwerk Obergeschoss, Giebeldreieck verkleidet, Satteldach, Erdgeschoss massiv, Reste Türstock, originale Fenstergewände. | 09240047 |
| Direkt Bild zu diesem Denkmal hochladen | Wohnstallhaus eines Bauernhofes | August-Bebel-Straße 32 (Karte)                                    | um 1700                         | Obergeschoss Fachwerk, zeit- und landschaftstypische Gestaltung, baugeschichtlich von Bedeutung. Erdgeschoss massiv unterfahren um 1800, Fachwerk Obergeschoss mit gezapften Streben aus gleichen Zeit, Verblattungen von ehemaligen Fußstreben erkennbar an Ständern, Schwelle weit vorkragend mit Schiffchenkehle und halbrunden Füllhölzern, ursprünglich wahrscheinlich mit Bohlenstube, Giebel verputzt, Traufseiten teilweise massiv, Straßenansicht wichtig für Ortsbild, Satteldach, Giebeldreieck verbrettert. | 09240046 |
| Direkt Bild zu diesem Denkmal hochladen | Wohnhaus | August-Bebel-Straße 37 (Karte)                                    | um 1800                         | Mit Fachwerk-Obergeschoss, baugeschichtlich von Bedeutung. Fachwerk Obergeschoss mit Tür im Obergeschoss, Erdgeschoss massiv, zwei Türportale, originale Fenstergewände, eine Haustür original, Satteldach, ein Giebel verkleidet, ein Giebel verputzt, alle Fenster erhalten, wichtig für Ortsbild. | 09240049 |
| Direkt Bild zu diesem Denkmal hochladen | Haustür eines Wohnhauses | August-Bebel-Straße 57 (Karte)                                    | 1877                            | Baugeschichtlich von Bedeutung. | 09240151 |
| Direkt Bild zu diesem Denkmal hochladen | Wohnhaus | August-Bebel-Straße 59 (Karte)                                    | um 1800                         | Obergeschoss Fachwerk, baugeschichtlich von Bedeutung. Originale Tür- und Fenstergewände sowie Haustür, Fachwerk Obergeschoss, gezapfte Holzverbindungen, Giebel verputzt, wichtig für Straßenbild, Fachwerk wahrscheinlich mit Ziegeln ausgesetzt, traufseitige Erweiterung. | 09240150 |
| Direkt Bild zu diesem Denkmal hochladen | Wohnstallhaus eines Bauernhofes | August-Bebel-Straße 62 (Karte)                                    | um 1700, später überformt       | Mit Fachwerk-Obergeschoss, Fachwerk-Konstruktion mit Kopfstreben, baugeschichtlich von Bedeutung. Leerstehend, Fachwerk Obergeschoss, Erdgeschoss massiv unterfahren, schlechter Bauzustand, geblattete Kopfbänder, rückbaubarer Balkonanbau, zerstört Straßenansicht, Giebeldreieck verbrettert, Giebel mit gezapften Streben. | 09240050 |
| Weitere Bilder                          | Kulturhaus-Saalbau (mit Ausstattung) | August-Bebel-Straße 64 (Karte)                                    | 1960er Jahre                    | Putzbau mit zeittypischer Gestaltung, wertvolles Inneres, ortshistorisch und baugeschichtlich von Bedeutung. | 09306052 |
| Direkt Bild zu diesem Denkmal hochladen | Ehemaliges Wohnstallhaus eines Bauernhofes | August-Bebel-Straße 88 (Karte)                                    | um 1680                         | Obergeschoss Fachwerk, aufwändige Fachwerkkonstruktion mit Kopfstreben und Andreaskreuzen, baugeschichtlich von Bedeutung. Gerade Andreaskreuze, Kopfbänder geblattet, Schiffchenkehlen in Schwelle, jeweils ein Andreaskreuz in einem Gefach, Erdgeschoss massiv unterfahren, teilweise Anbau mit gezapften Kopfbändern, Giebeldreieck mit Holzschindeln verkleidet, ein Giebel massiv, rückwärtige Traufseite Fachwerk Obergeschoss verkleidet mit Holzschindeln, Holzeinschubdecke vermutlich erhalten. | 09240149 |
| Direkt Bild zu diesem Denkmal hochladen | Wohnhaus | Eppendorfer Straße 2 (Karte)                                      | um 1680                         | Bemerkenswerte Fachwerk-Konstruktion mit Kopfstreben und Andreaskreuzen, Schwelle mit Schiffskehlen, Geburtshaus des örtlichen Orgelbauers Göthel, baugeschichtlich, personengeschichtlich und ortsgeschichtlich von Bedeutung. Gerade Andreaskreuze, geblattete Kopfbänder, Schiffchenkehlen an Schwelle, Obergeschoss vorkragend über Rähm, in Schwelle Schiffchenkehlen, Zahnschnittfries über Eingang, Erdgeschoss verändert und nachträglich verlängert, steiles Satteldach. | 09240147 |
| Direkt Bild zu diesem Denkmal hochladen | Teil einer Fabrikanlage (Kopfbau) | Fabrikweg - (Karte)                                               | nach 1881                       | Markanter Putzbau mit Klinkergliederung, von baugeschichtlichem und ortsgeschichtlichem Wert. Ältester Teil: Ursprungsbau der Papierfabrik in relativ gutem Originalzustand, durch Lage am Eingangsbereich ortsbildprägend, dreigeschossig mit trauf- und giebelständigen Teilen, Blendgiebeln, Haustür und teilweise Fenster original erhalten. | 09247852 |
| Direkt Bild zu diesem Denkmal hochladen | Zwei aneinandergebaute Wohnhäuser (vermutlich Fabrikantenwohnhaus, später wohl Verwaltungsgebäude einer Fabrik) sowie Einfriedungsmauer | Fabrikweg 1 (Karte)                                               | 1900 (jüngeres Wohnhaus)        | Älteres Gebäude einfacher Putzbau mit Portal, jüngeres Gebäude mit historisierender Putzfassade, ortsgeschichtlich bedeutsam. - Älteres Wohnhaus: Vor 1885 als Wohnhaus mit Scheune gegenüber der Fabrik Siegel & Haase erbaut, vermutlich 1881 zusammen mit Fabrik als Wohnhaus erbaut, zweigeschossiger traditioneller Putzbau mit traufseitigem Eingang und Mezzaniengeschoss, 1894 durch Zwischenbau mit Scheune verbunden. - Neueres Wohnhaus (Teilabbruch Scheune und Umbau zu Wohnhaus): 1900 erbaut unter Einbeziehung von Teilen des Erdgeschossmauerwerks der ehemaligen Scheune, das Obergeschoss der Scheune wurde abgebrochen, Putzbau mit weiten Dachüberständen, originale Haustür, Bleiglasfenster im Treppenhaus, sprossengeteilte Oberlichtfenster, Kragkonsolen am Dach, nachträglicher Garageneinbau, die östlich am neuen Wohnhaus anschließenden Anbauten weisen keinen Denkmalwert auf. | 09240142 |
| Direkt Bild zu diesem Denkmal hochladen | Elektrizitätswerk | Flöhatalstraße 1 (Karte)                                          | 1901–1902                       | Gut gegliederter Putzbau, ehemals Teil der Firma Schönherr, Besitzer der Floßmühle und einer Papierfabrik, ortsgeschichtlich und technikgeschichtlich von Bedeutung. Guter Originalzustand, dominante Lage, Putzquaderung, ursprünglich Wasserkraftwerk. | 09240141 |
| Direkt Bild zu diesem Denkmal hochladen | Verwaltungsgebäude einer Papierfabrik | Flöhatalstraße 5 (Karte)                                          | 1897                            | Teil der Mühlenwerke Floßmühle, gründerzeitliche Klinkerfassade, ortsgeschichtlich und technikgeschichtlich von Bedeutung. Klinkermischbauweise, Obergeschoss roter Klinker mit gelben Lisenen aus Klinker abgesetzt, Erdgeschoss Putz mit Putznutung, originale Fenster und Haustür. | 09240145 |
| Direkt Bild zu diesem Denkmal hochladen | Wohnstallhaus eines Bauernhofes | Leubsdorfer Straße 3 (Karte)                                      | um 1680                         | Obergeschoss Fachwerk mit bemerkenswerter Konstruktion (Kopfstreben, Andreaskreuze), baugeschichtlich von Bedeutung. Geblattete Kopfbänder, Andreaskreuze, Zahnschnittfries an Schwelle, Erdgeschoss massiv unterfahren, dort entstellende, zu große Fenster, Waschhausanbau, Satteldach. | 09240052 |
| Direkt Bild zu diesem Denkmal hochladen | Rathaus und VVN-Denkmal vor dem Rathaus | Leubsdorfer Straße 4 (Karte)                                      | 1925–1926, im Kern älter        | Traditionalistischer Putzbau mit Turm, ursprünglich Fabrikgebäude, in den 1920er Jahren zum Rathaus umgebaut und aufgestockt, ortshistorisch und baugeschichtlich von Bedeutung. Umbau der Fabrik zum Rathaus (mit Sparkasse), durch Architekten Kind und Eberlein aus Chemnitz, ursprünglich Fabrikgebäude, erbaut für Metallwarenfabrikanten Richard Kunze, Drahtwarenfabrik/Knopffabrik von 1920–1925. | 09240053 |
| Direkt Bild zu diesem Denkmal hochladen | Fabrikanten-Wohnhaus | Mühlenstraße 3 (Karte)                                            | 1897–1898                       | Ungewöhnlich großes Wohnhaus einer Unternehmerfamilie, historisierender Putzbau, ortsbildprägend, ortshistorisch und baugeschichtlich von Bedeutung. Putzfassade, Betonfenstergewände, ortsbildprägend, großes, landschaftsbeherrschendes Gebäude. | 09240144 |
| Direkt Bild zu diesem Denkmal hochladen | Ehemaliges Beamtenwohnhaus einer Papierfabrik, mit straßenseitiger Einfriedung und Pforte | Mühlholzweg 1 (Karte)                                             | 1920                            | Klar gegliederter Putzbau im traditionalistischen Stil, mit Resten der originalen festen Bauausstattung, ehemals Teil der Papierfabrik Siegel & Haase, von ortsgeschichtlichem und baugeschichtlichem Wert. - Zweigeschossige Mietvilla auf unregelmäßigem Grundriss, straßenseitig mit halbrundem Erker im Erdgeschoss, darüber Balkon, unterschiedliche Fensterformen und -formate, originale Haustür und teilweise Fenster erhalten, die für das Erscheinungsbild des Hauses bedeutsamen Fensterläden nicht erhalten, für den Denkmalwert bedeutsam ist die gute originale Ausstattung im Inneren: Wohnungstüren, Zimmertüren, Treppengeländer, Dachstuhl, ein grüner Kachelofen, Parkettfußböden, - Einfriedung: Hohe Bruchsteinmauer mit Pforte und gemauerten und verputzten Zaunpfeilern mit Bedachung und Holzzäune. | 09247853 |
| Direkt Bild zu diesem Denkmal hochladen | Ehemaliges Wohnstallhaus | Mühlholzweg 4 (Karte)                                             | um 1800                         | Obergeschoss Fachwerk verkleidet, baugeschichtlich von Bedeutung. Fachwerk Obergeschoss, Erdgeschoss massiv, Tür im Obergeschoss, Satteldach, Fenstergliederung erhalten, Haus nachträglich um massiven Anbau verlängert. | 09240045 |
| Direkt Bild zu diesem Denkmal hochladen | Wohnhaus eines Bauernhofes | Pfarrweg 3 (Karte)                                                | 2. Hälfte 18. Jahrhundert       | Obergeschoss Fachwerk, baugeschichtlich von Bedeutung. Fachwerk Obergeschoss, Satteldach, Erdgeschoss massiv, gezapfte Holzverbindungen. | 09240152 |
| Direkt Bild zu diesem Denkmal hochladen | Wohnstallhaus eines Bauernhofes | Ringweg 3 (Karte)                                                 | 2. Hälfte 18. Jahrhundert       | Obergeschoss Fachwerk, baugeschichtlich von Bedeutung. - Schuppen: Ständerbau, geblattete und gezapfte Streben, - Wohnhaus: Fachwerk Obergeschoss, Satteldach, Erdgeschoss vermutlich massiv unterfahren, Sandsteinfenstergewände, Giebeldreiecke verbrettert, nur gezapfte Holzverbindungen, Fachwerk teilweise massiv ersetzt auch im Obergeschoss, drei zu große Fenster, die aber Haus kaum negativ beeinflussen. | 09240148 |

## Waldkirchen/Erzgeb.
| Bild                                    | Bezeichnung | Lage                                                          | Datierung                                    | Beschreibung | ID       |
| --------------------------------------- | --- | ------------------------------------------------------------- | -------------------------------------------- | --- | -------- |
| Direkt Bild zu diesem Denkmal hochladen | Meilenstein | 100 m nach Abzweig nach Hennersdorf (Karte)                   | 19. Jahrhundert (Meilenstein)                | Verkehrshistorische Bedeutung. Sandstein, halbrunder Abschluss. | 09207493 |
| Direkt Bild zu diesem Denkmal hochladen | Triangulationsstein | (Karte)                                                       | bezeichnet 1869 (Triangulationssäule)        | Station der Königlich-Sächsischen Triangulation, Netz 2. Ordnung, wissenschaftlich und technikgeschichtlich von Bedeutung. Denkmaltext: Der monolithische Stein ist nahezu mustergültig restauriert. Dank des Umstandes, dass der originale Abdeckstein erhalten geblieben ist, vermittelt der schlichte Pfeiler mit ausgearbeitetem Sockel einen authentischen Eindruck des ursprünglichen Erscheinungsbildes vieler Stationen. Die Aufstellung erfolgte im Oktober 1869 auf einem 37 m² großen, vom Gutsbesitzer C. H. Uhlmann in Waldkirchen erworbenen Grundstück. Der Stein wurde mehrfach, zuletzt nach 2000 restauriert. Im Zeitraum 1862 bis 1890 erfolgte im Königreich Sachsen eine Landesvermessung, bei der zwei Dreiecksnetze gebildet wurden. Zum einen handelt es sich um das Netz für die Gradmessung im Königreich Sachsen (Netz I. Classe/Ordnung) mit 36 Punkten und die Königlich Sächsische Triangulierung (Netz II. Classe/Ordnung) mit 122 Punkten. Geleitet wurde diese Landesvermessung durch Christian August Nagel, wonach die Triangulationssäulen auch als "Nagelsche Säulen" bezeichnet werden. Dieses Vermessungssystem war eines der modernsten Lagenetze in Deutschland. Die hierfür gesetzten Vermessungssäulen blieben fast vollständig an ihren ursprünglichen Standorten erhalten. Sie sind ein eindrucksvolles Zeugnis der Geschichte der Landesvermessung in Deutschland sowie in Sachsen. Das System der Vermessungssäulen beider Ordnungen ist in seiner Gesamtheit ein Kulturdenkmal von überregionaler Bedeutung. (LfD/2014) | 09305075 |
| Direkt Bild zu diesem Denkmal hochladen | Wohnhaus, Produktionsgebäude, Einfriedungsmauer, Toreinfahrt, Garten und Gartenpavillon eines ehemaligen Spielwarenverlages | Augustusburger Straße 1 (Karte)                               | Mitte 19. Jahrhundert                        | Wohnhaus zweigeschossiger Putzbau mit Freitreppe, Produktionsgebäude zum Teil in Fachwerkbauweise, industriegeschichtliche, ortshistorische und ortsbildprägende Bedeutung. - Wohnhaus: Über hohem Sockelgeschoss, zweigeschossiger Massivbau mit Freitreppe, kräftig profilierten Gesimsen und Gewänden, Walmdach mit Dachhäuschen, - Nebengebäude/Produktionsgebäude: Erdgeschoss massiv, mit Porphyrgewänden, Flachbogentor mit Schlussstein, - Obergeschoss rückseitig: Mächtiger dreigeschossiger Anbau, Holzkonstruktion, Fachwerk verbrettert, Walmdach mit zahlreichen Dachhäuschen, - Einfriedung: Zwei mächtige Torpfeiler mit Kugelbekrönung, seitlich anschließende hohe Mauer mit Porphyrbekrönung, - Gartenpavillon: Achtseitiger kleiner Holzbau. Das alte Verlagshaus von 1787 wurde 1977 abgerissen. | 09207485 |
| Direkt Bild zu diesem Denkmal hochladen | Fabrikantenwohnhaus einer ehemaligen Schwefelfabrik, mit zwei Nebengebäuden | Augustusburger Straße 2 (Karte)                               | 1763                                         | Zeittypische Putzbauten, in straßenbildprägender Lage, ortsgeschichtliche Bedeutung. - Wohnhaus: Zweigeschossiger Massivbau mit Steingewänden, originale zweiflüglige Tür, Walmdach, im Keller Gewölbe, - Stallgebäude: Eingeschossig massiv, flachbugige Holztore, Lastenaufzug, Krüppelwalmdach, - Nebengebäude: Eingeschossig, Satteldach, Toreinbau. Einheitlich gestalteter Hof. | 09207486 |
| Direkt Bild zu diesem Denkmal hochladen | Einzeldenkmale der Sachgesamtheit Alte Kirche und Friedhof Waldkirchen: Ehemalige Kirche (heute Friedhofskapelle) und Grabmale an der Kirchenaußenwand (siehe auch Sachgesamtheitsliste – Obj. 09306050) | Börnichener Straße - (Karte)                                  | im Kern 1460, später überformt (Kirche)      | Grabmale künstlerischer Wert, Saalkirche mit kräftigem Dachreiter, ortshistorische Bedeutung. Kleine Saalkirche von 1460, der Saal wurde 1905 abgetragen und der ehemalige Altarraum durch den Baumeister Duderstädt aus Chemnitz zur Friedhofskapelle umgebaut. Architektonisch schlichter Baukörper mit 3/8-Schluss und seitlichen Anbauten, Walmdach mit Dachreiter. Überlebensgroße, ausdrucksvolles Kruzifix, wohl um 1500. Eule-Orgel von 1901. | 09207482 |
| Direkt Bild zu diesem Denkmal hochladen | Sachgesamtheit Alte Kirche und Friedhof Waldkirchen, mit den Einzeldenkmalen: Ehemalige Kirche (heute Friedhofskapelle) und Grabmale an der Kirchenaußenwand (siehe Einzeldenkmalliste – Obj. 09207482) sowie mit den Sachgesamtheitsteil: Friedhofseinfriedung sowie Friedhof und ehemaliger Kirchhof (Gartendenkmal) | Börnichener Straße - (Karte)                                  | im Kern 1460, später überformt (Kirche)      | Grabmale künstlerischer Wert, Saalkirche mit kräftigem Dachreiter, ortshistorische Bedeutung. Kleine Saalkirche von 1460, der Saal wurde 1905 abgetragen und der ehemalige Altarraum durch den Baumeister Duderstädt aus Chemnitz zur Friedhofskapelle umgebaut. Architektonisch schlichter Baukörper mit 3/8-Schluss und seitlichen Anbauten, Walmdach mit Dachreiter. Überlebensgroße, ausdrucksvolles Kruzifix, wohl um 1500. Eule-Orgel von 1901. | 09306050 |
| Direkt Bild zu diesem Denkmal hochladen | Pfarrhaus | Börnichener Straße 3 (Karte)                                  | 1717, später umgebaut                        | Zum Hof Obergeschoss teilweise Fachwerk, ortsgeschichtlich bedeutender Bau. - Massivbau: Zweigeschossig, hakenförmiger Grundriss, im Wohnteil Obergeschoss Fachwerk, Porphyrfenstergewände, - Stallteil: Garageneinbauten, Krüppelwalmdach, Schieferdeckung. | 09207483 |
| Direkt Bild zu diesem Denkmal hochladen | Wohnhaus | Börnichener Straße 19 (Karte)                                 | bez. 1851                                    | Obergeschoss zum Teil Fachwerk, stattliches Gebäude, zeit- und landschaftstypischer Bau, schönes Türgewände aus Porphyr, baugeschichtlich von Bedeutung. Erdgeschoss massiv mit Porphyrgewänden, Obergeschoss Fachwerk, Giebel massiv, Walmdach mit Dachhäuschen, schönes Türgewände aus Porphyr, Pilaster mit stilisierten Akanthuskapitellen, flacher Dreieckgiebel, bezeichnet „18 F.C.R.51“. | 09207488 |
| Direkt Bild zu diesem Denkmal hochladen | Wohnhaus eines ehemaligen Lehngerichtes | Dorfstraße 1 (Karte)                                          | bezeichnet 1827                              | Stattlicher Putzbau, breiter Mittelrisalit mit Dreiecksgiebel, klassizistisches Türgewände, baugeschichtliche, ortshistorische und ortsbildprägende Bedeutung. Zweigeschossiger Massivbau mit Steingewänden, Tür mit geradem Sturz, bezeichnet Nummer „1 J.D.K. 1827“, Krüppelwalmdach. | 09207490 |
| Direkt Bild zu diesem Denkmal hochladen | Wohnhaus | Dorfstraße 2 (Karte)                                          | um 1930                                      | Stattlicher Massivbau mit Fachwerk-Erker, im Heimatstil der 1920er/1930er Jahre, Teil der alten Ortsstruktur, baugeschichtlich von Bedeutung. Zweigeschossiger Bau mit steilem Satteldach, Schieferdeckung, langgezogener Dachhecht mit dreieckigen Dachgaupen, Erker mit Zierfachwerk. | 09207491 |
| Direkt Bild zu diesem Denkmal hochladen | Wohnhaus | Dorfstraße 7 (Karte)                                          | 18. Jahrhundert oder älter                   | Teil der alten Ortsstruktur, Obergeschoss Fachwerk mit Kopfstreben, baugeschichtlich von Bedeutung. Erdgeschoss massiv, Obergeschoss Fachwerk, Giebel Fachwerk zum Teil verschiefert, Satteldach mit Fledermausgaupe, originale Fenstergröße erhalten, Fachwerk mit Kopfband. | 09207516 |
| Direkt Bild zu diesem Denkmal hochladen | Wohnhaus | Dorfstraße 42 (Karte)                                         | 2. Hälfte 19. Jahrhundert                    | Mit Ladeneinbau und originaler Ladenausstattung (bemalte Glasdecke), stattlicher Putzbau, zeit- und landschaftstypisches Gebäude, baugeschichtliche Bedeutung. Bruchsteinsockel, zweigeschossiger Massivbau, Porphyrgewände, Eingangsbereich als flachen Mittelrisalit hervorgehoben, originale Eingangstür erhalten, zum Teil Winterfenster erhalten. | 09207512 |
| Direkt Bild zu diesem Denkmal hochladen | Wohnhaus | Dorfstraße 66 (Karte)                                         | Mitte 19. Jahrhundert                        | Obergeschoss Fachwerk verbrettert, zeit- und landschaftstypisches Gebäude, baugeschichtlich von Bedeutung. Erdgeschoss: massiv, Obergeschoss: Fachwerk verbrettert, Giebel Fachwerk verbrettert, Krüppelwalmdach, originale Fenstergröße erhalten. | 09207502 |
| Direkt Bild zu diesem Denkmal hochladen | Gasthof (mit Saal-Anbau) | Hauptstraße 2 (Karte)                                         | 1924–1925                                    | Stattlicher Putzbau, große Dacherker, ortshistorische und ortsbildprägende Bedeutung. Zweigeschossiger Massivbau, acht zu drei Achsen, Walmdach, großer Dacherker. | 09207484 |
| Direkt Bild zu diesem Denkmal hochladen | Wohnhaus | Hauptstraße 15 (Karte)                                        | Ende 19. Jahrhundert                         | Klinkerfassade, zeittypisches Gebäude, mit Anklängen an den Schweizer Stil, baugeschichtlich von Bedeutung. Eingeschossiger Ziegelsteinbau auf Polygonsockel mit Eckquaderung aus Sandstein (im Sockelbereich), Giebel mit vegetabilen Verzierungen, kräftig profilierte Fenstergewände mit gerader Verdachung. | 09207511 |
| Weitere Bilder                          | St. Georgskirche (Neue Kirche) mit Ausstattung, Kirchplatz | Hauptstraße 32c (Karte)                                       | 1900–1901                                    | Saalbau mit eingezogenem polygonalem Chor und Westturm, stilistisch zwischen Neoromanik der Zeit um 1900 und Rundbogenstil des 19. Jahrhunderts, ortshistorische, baugeschichtliche und ortsbildprägende Bedeutung. Neuromanischer Bau, über Polygonsockel, Putzbau mit Sandsteingliederung, rundbogige Zwillingsfenster im unteren Teil, hohe Rundbogenfenster im oberen Turm über quadratischen Grundriss mit geschweifter Haube, Laterne und langgezogene Spitze, Wetterfahne bezeichnet „1900“, aufwendige Portale an zwei Seiten des Turmes mit reichen Schmiedearbeiten. | 09207507 |
|                                         | Denkmal für die Gefallenen des Ersten Weltkrieges nahe der Kirche | Hauptstraße 32c (Karte)                                       | Nach 1918                                    | Ortsgeschichtliche Bedeutung. Natursteinkubus auf zweistufigen Natursteinsockel, zwei Bronzetafeln mit Namen der Gefallenen, Inschrift: „1914–1918 unseren Gefallenen Helden zum ehrenden Gedenken“. | 09307429 |
| Direkt Bild zu diesem Denkmal hochladen | Wohnhaus (ohne Anbauten) | Stein 2 (Karte)                                               | Mitte 19. Jahrhundert                        | Obergeschoss Fachwerk, Teil der alten Ortsstruktur, baugeschichtlich von Bedeutung. Erdgeschoss massiv, Obergeschoss Fachwerk, Giebel massiv, im Erdgeschoss Winterfenster erhalten. | 09207504 |
| Direkt Bild zu diesem Denkmal hochladen | Wohnhaus (ohne Anbauten) | Stein 16 (Karte)                                              | Mitte 19. Jahrhundert                        | Obergeschoss Fachwerk, Teil der alten Ortsstruktur, baugeschichtlich von Bedeutung. Erdgeschoss massiv, Obergeschoss Fachwerk zum Teil verbrettert. | 09207506 |
| Direkt Bild zu diesem Denkmal hochladen | Straßenbrücke über die Zschopau | Zschopenthal (Karte)                                          | 1865                                         | Zweibogige Steinbrücke, verkehrshistorische und ortsbildprägende Bedeutung. Weitgespannte Sandsteinbögen. | 09207497 |
| Direkt Bild zu diesem Denkmal hochladen | Wohnhaus | Zschopenthal 2 (Karte)                                        | Ende 19. Jh.                                 | Stattliches, breit gelagertes Gebäude, zeit- und landschaftstypischer Putzbau in ortsbildprägender Lage, vermutlich ehemaliges Geschäftshaus, baugeschichtlich von Bedeutung. Zweigeschossiger Massivbau, sechs zu fünf Achsen, kräftig profilierte Gewände, zum Teil mit floralen Verzierungen, Krüppelwalmdach mit Dacherker (mit Zwillingsfenstern) und Dachhäuschen, im Erdgeschoss breites Rundbogenfenster (Laden?), im Innern originale Kacheln. | 09207500 |
| Direkt Bild zu diesem Denkmal hochladen | Ehemaliges Postamt, heute Wohnhaus | Zschopenthal 3 (Karte)                                        | bezeichnet 1899                              | Historisierender Putzbau mit Anklängen an den Schweizer Stil, zeit- und landschaftstypisches Gebäude, ortshistorische Bedeutung. Zweigeschossiger Massivbau über kreuzförmigem Grundriss, kräftig profilierte Fenstergewände, im Obergeschoss Mittelachse mit dreieckigen, floral verzierten Giebeln, bezeichnet „LR erbaut 1899 BR“, Giebel mit vegetabilen Verzierungen. | 09207501 |
| Direkt Bild zu diesem Denkmal hochladen | Gartenhaus | Zschopenthal 7 (Karte)                                        | Anfang 19. Jahrhundert                       | Zum Gebäudekomplex des ehemaligen Blaufarbenwerkes gehörend, bauhistorische und ortsgeschichtliche Bedeutung. Einzeldenkmal der Sachgesamtheit Rolle-Mühle und Blaufarbenwerk Zschopenthal: (siehe auch Sachgesamtheitsliste – Obj. 09300170, Zschopenthal 7-31): Gartenhaus: seitlich der Anlage, kleiner klassizistischer Bau mit originaler Tür und ehemaliger Terrasse. | 09248095 |
| Weitere Bilder                          | Sachgesamtheit Rolle-Mühle und Blaufarbenwerk Zschopenthal | Zschopenthal 7; 9; 10; 11; 13; 14; 15; 16; 17; 30; 31 (Karte) | ab 1687 (ältester Teil des Blaufarbenwerkes) | Früher Industriekomplex in seltener Vollständigkeit und Authentizität, Mühle aus der Blaufarbenfabrik hervorgegangen, Anlage von industrie-, orts- und baugeschichtlicher sowie landschaftsprägender Bedeutung, mit den folgenden Einzeldenkmalen: - Gartenhaus (siehe Einzeldenkmalliste – Obj. 09248095, Zschopenthal 7), - Nebengebäude (sogenanntem Turmhaus, Zschopenthal 9), - Herrenhaus (Zschopenthal 10) und - Weiteres Nebengebäude (Zschopenthal 11) eines Blaufarbenwerkes (siehe Einzeldenkmalliste – Obj. 09207494, Zschopenthal 9–11), - Mühlengebäude (Zschopenthal 15), - Wohnhaus (Zschopenthal 16) und - Nebengebäude (Zschopenthal 17) eines Mühlenanwesens (siehe Einzeldenkmalliste – Obj. 09207496, Zschopenthal 15–17), sowie mit folgenden Sachgesamtheitsteilen: - Brunnen und Hofpflasterung des Blaufarbenwerkes (bei Nr. 9–11), - Doppelwohnhaus (Zschopenthal 13/14), - Werksgebäude (Zschopenthal 31) und - Weitere Nebengebäude (Fabrikgebäude Zschopenthal 30, Obj. 09248096, 2009 abgebrochen). | 09300170 |
| Direkt Bild zu diesem Denkmal hochladen | Wäschemangel | Zschopenthal 9 (bei) (Karte)                                  | um 1900                                      | Kastenmangel mit Elektromotor der Fabrik hauswirtschaftlicher Maschinen Ernst Herrschuh in Chemnitz/Siegmar, derzeit demontiert und eingelagert, von hauswirtschaftsgeschichtlicher und technikgeschichtlicher Bedeutung. Denkmaltext: Die vorliegende Wäschemangel ist eine um 1900 von der Fabrik hauswirtschaftlicher Maschinen Ernst Herrschuh, Chemnitz/Siegmar, gefertigte Kastenmangel. Ihr Steinkasten wird von einem Elektromotor über Transmissionsriemen, Zahnradgetriebe und Zahnstange in Bewegung versetzt und durch dessen Gewicht die auf darunterliegenden Holzrollen aufgewickelte Wäsche kalt gemangelt, also geglättet. Die Kastenmangel stand bis 1984 im ersten Obergeschoss, anschließend im Erdgeschoss des Häusleranwesens Zschopenthal 6. Bis 2008 befand sie sich noch in Betrieb. Das Gebäude wurde im März 2012 abgebrochen, die Wäschemangel daraufhin demontiert und im benachbarten Blaufarbenwerk eingelagert. Im Vergleich zu weiteren erhaltenen Herrschuh’schen Kastenmangeln derselben Mangelfabrik ist die vorliegende ein vergleichsweise altes Modell. So war sie ursprünglich auf Handbetrieb mittels Handkurbel ausgelegt und erhielt erst im Jahr 1912 Elektromotor und Transmission. Auch wird der schwere Mangelkasten in einer robusten Holzkonstruktion mit Ecksäulen hin- und hergeführt. Erst bei jüngeren Modellen wurde dieser lediglich durch die Bewegungsmechanik sowie Mittelsäulen in Position gehalten. Gebogene Metallschienen an den Seiten des Kastens unterstützen den mechanisch gelösten Vorgang zur Richtungsumkehr des Steinkastens. Die aufklappbaren und reichspatentgeschützten Schutzgitter verhindern den Griff in die Gefahrenzone während des Mangelns. Eine weitere, jüngere Kastenmangeln der Firma Ernst Herrschuh befindet sich noch in einem Hintergebäude in der Hohensteinstraße 82, Coswig, in Betrieb. Denkmalwert: Die Kastenmangel ist in dieser Form ein Sachzeugnis der Hauswirtschaft sowie der gewerblichen Wäscherei des 19. und des 20. Jahrhunderts und dokumentiert die technologische Übertragung des Wäscherollens mit Mangelbrett und Holzrolle auf ein mechanisches Hilfsgerät. Sie belegt als mit Elektromotor nachgerüstetes Modell die technologische Entwicklung der zunächst handbetriebenen Kastenmangeln hin zu einem leichter bedienbaren Hilfsgerät der häuslichen Wäscherei. Zugleich dokumentiert sie auch den zwar erheblich erleichterten, aber dennoch mühsamen Arbeitsvorgang des Wäscherollens und ist damit auch Zeugnis für die Arbeitsbedingungen der Hausfrau des 19. und 20. Jahrhunderts. Der Kastenmangel kommt somit eine hauswirtschaftsgeschichtliche und technikgeschichtliche Bedeutung zu. Bis heute haben sich vergleichsweise wenig Wäschemangeln in Sachsen erhalten, obgleich ursprünglich viele Ortschaften, teilweise auch größere Ortsteile oder Siedlungen, eine öffentlich nutzbare Mangelstube oder ein Mangelhäuschen aufwiesen. So kann einer einzelnen Wäschemangel inzwischen ein Seltenheitswert zuerkannt werden. Der Erhalt einer gewissen Vielfalt von Modellen ist jedoch erstrebenswert, da sich erst aus dieser ein besonderer Aussagewert für die technologische Entwicklung und die typische dezentrale Versorgungsstruktur in der damaligen Hauswirtschaft ableiten lässt. Zuletzt besitzt eine solche Wäschemangel – vor allem eine noch betriebsbereite – auch einen großen Erlebnis- und Erinnerungswert, so dass deren Erhalt von öffentlichem Interesse ist. (LfD/2012) | 09302031 |
| Weitere Bilder                          | Nebengebäude (sogenanntes Turmhaus, Zschopenthal 9), Herrenhaus (Zschopenthal 10), weiteres Nebengebäude (Zschopenthal 11) eines Blaufarbenwerkes | Zschopenthal 9; 10; 11 (Karte)                                | Anfang 19. Jahrhundert (Herrenhaus)          | In sehr gutem Originalzustand überlieferte frühe Fabrikanlage um einen Innenhof, von großer industrie-, orts- und baugeschichtlicher sowie landschaftsprägender Bedeutung. Vierseitig einen Hof umschließender Gebäudekomplex. Einzeldenkmale der Sachgesamtheit Rolle-Mühle und Blaufarbenwerk Zschopenthal – (siehe auch Sachgesamtheitsliste – Obj. 09300170, Zschopenthal 7–31): - Herrenhaus: Zweigeschossiger Massivbau, Fenster im Erdgeschoss rundbogig, Tür mit Flachbogen, Obergeschoss mit geradem Sturz, Walmdach mit Ladeluke. - Nebengebäude: Über hakenförmigem Grundriss zwei Fachwerk-Gebäude, Erdgeschoss massiv, Flachbogentoren, Porphyrgewände, Obergeschoss Fachwerk, Kopfbänder verblattet, ein Gebäude mit oktogonalem Uhren- und Glockentürmchen bezeichnet 1719, originale Türen und Fenster, - Brunnen mit Sandsteineinfassung. Von 1687 bis 1848 wurden hier Kobalterze aus dem Erzgebirge zu Kobaltblau verarbeitet. | 09207494 |
| Weitere Bilder                          | Mühlengebäude (Zschopenthal 15), Wohnhaus (Zschopenthal 16) und Nebengebäude (Zschopenthal 17) eines Mühlenanwesens | Zschopenthal 15; 16; 17 (Karte)                               | bezeichnet 1845, mehrfach erweitert          | Ortshistorische und ortsbildprägende Bedeutung. Einzeldenkmale der Sachgesamtheit Rolle-Mühle und Blaufarbenwerk Zschopenthal (siehe auch Sachgesamtheitsliste – Obj. 09300170, Zschopenthal 7–31): - Mühle: Stattlicher, drei- bis viergeschossiger Bau, Porphyrgewände; - Nebengebäude: Langgestreckt, zweigeschossig, ohne Anbau, zum Teil Porphyrgewände; - Wohnhaus: Kleiner eingeschossiger Bau über fast kreuzförmigem Grundriss, Steingewände. 1856 erwarb Chr. Fr.? Rolle die Mahl- und Schneidemühle des Blaufarbenwerkes, wurde mehrfach erweitert, heutiges Aussehen 1924. | 09207496 |